# Championnat des îles Féroé de football 1955
Navigation
Meistaradeildin 1954 Meistaradeildin 1956
La saison 1955 du Championnat des îles Féroé de football était la 13e édition de la première division féroïenne à poule unique, la Meistaradeildin. Les quatre meilleurs clubs du pays jouent les uns contre les autres à deux reprises durant la saison, à domicile et à l'extérieur. Le HB Tórshavn remporte son premier titre de champion et réalise le doublé en remportant la Coupe des Îles Féroé.

## Les clubs participants
| \| B36 HB KÍ TB \| Localisation des clubs engagés dans le championnat 1955. |
| B36 HB KÍ TB                                                                |

- B36 Tórshavn
- HB Tórshavn
- KÍ Klaksvík - Tenant du Titre
- TB Tvøroyri

## Compétition
Le classement est établi sur le barème de points suivant (victoire à 2 points, match nul à 1, défaite à 0).
Pour départager les égalités, on tient d'abord compte de la différence de buts générale, puis du nombre de buts marqués, puis des confrontations directes et enfin si le championnat est en jeu, les deux équipes jouent une rencontre d'appui sur terrain neutre.

### Classement[n 1]
| Rang | Équipe          | Pts | J | G | N | P | Bp | Bc | Diff |
| ---- | --------------- | --- | - | - | - | - | -- | -- | ---- |
| 1    | HB Tórshavn (C) | 9   | 6 | 4 | 1 | 1 | 15 | 7  | +8   |
| 2    | TB Tvøroyri     | 7   | 6 | 3 | 1 | 2 | 14 | 15 | -1   |
| 3    | KÍ Klaksvík (T) | 5   | 6 | 2 | 1 | 3 | 7  | 10 | -3   |
| 4    | B36 Tórshavn    | 3   | 6 | 1 | 1 | 4 | 10 | 14 | -4   |

|  | Vainqueur du championnat 1955                                |
|  | (T) Tenant du titre (C) Vainqueur de la Coupe des îles Féroé |

### Résultats[n 1]
| Résultats (▼dom., ►ext.) | B36 | HB  | KÍ  | TBT |
| B36 Tórshavn             |     | 1-3 | 0-2 | 2-2 |
| HB Tórshavn              | 3-1 |     | 1-1 | 5-1 |
| KÍ Klaksvík              | 0-3 | 0-2 |     | 3-1 |
| TB Tvøroyri              | 4-3 | 3-1 | 3-1 |     |

## Bilan de la saison
| Championnat des îles Féroé de football 1955 |                         |
| Champion                                    | HB Tórshavn (1er titre) |
| Coupes et trophées                          |                         |
| Vainqueur de la Coupe des îles Féroé 1955   | HB Tórshavn             |
| Qualifications continentales                |                         |
| Promotions et relégations                   |                         |
| Promus en Meistaradeildin                   | VB Vágur                |
| Relégués en Meðaldeildin                    | non                     |